# Batalla de Nihavand
La batalla de Nihavand (también llamada batalla de Nahavand) tuvo lugar en el año 642 d. C. y enfrentó a un ejército del Imperio sasánida comandado por Fayzuran contra un ejército árabe comandado por Numan ibn Muqarrin. La batalla terminó con la victoria del ejército árabe y finalizó la conquista de Persia por los árabes.

## Preludio
Tras la derrotas en la batalla de al-Qadisiyya y en la batalla de Yalula, ambas en las llanuras de Irak, el monarca sasánida Yazdgard III, que había sucedido a Cosroes II, estaba dispuesto a recuperar Mesopotamia, parte fundamental de su imperio. Tras marchar al este, lejos de sus enemigos árabes, empezó a reunir tropas en la pequeña ciudad de Nihavand, que las planicies abiertas y los buenos pastos convertían en lugar adecuado para concentrar gran número de tropas.
Mientras tanto, el califa Umar ordenó reunir sus ejércitos en Kufa. Desde allí, las tropas marcharon hacía Nihavand, que se encontraba aproximadamente a 100 km. También se envió a otra fuerza para que se colocase entre las provincias de Fars e Isfahán con el objetivo de cortar el paso a las tropas sasánidas del sur.
Según las fuentes árabes, el ejército árabe encontró a los persas detenidos en el costado cercano de un barranco lo que complicaba las maniobras del ejército y le impedía realizar una retirada organizada.

## Fuerzas
Las fuerzas árabes estarían compuestos por unos treinta mil soldados mientras que las fuerzas de los sasánidas triplicaban esta cantidad. El ejército persa estaría compuesto por voluntarios de las regiones de Irán que no habían participado en las anteriores batallas, cuentan las crónicas árabes que los soldados persas se habían encadenado para no huir y que en su retaguardia se habían lanzado abrojos para frenar la huida de la caballería. Mientras que en el ejército árabe además de los vencedores de las anteriores batallas también participarían en esta reclutas recién llegados de la península arábiga y que estaban deseosos de probarse y conseguir botín.

## La batalla
El comandante sasánida, Fayzuran, había fortificado a sus tropas detrás de unas trincheras. El ejército árabe intentó asaltarlas varias veces pero los soldados persas lograban siempre rechazarlos. Los disciplinados sasánidas solo salían de sus posiciones fortificadas para hacer alguna salida por sorpresa y los árabes no pudieron aprovechar ninguna de estas.
Al final, Numan ibn Muqarrin, se decidió a engañarlos. Al llegar casi la noche arengó a sus tropas gritándoles que no se disponían a luchar por tierra o riquezas sino por su honor y religión y les prometió o el martirio imperecedero y la vida eterna o una conquista veloz y una victoria fácil.
Finalmente ordenó a la caballería fingir un ataque contra las trincheras, cuando los sasánidas se lanzaron a repeler el ataque, la caballería empezó una retirada gradual de forma que las tropas persas fueron abandonando sus posiciones defensivas y entonces lanzó contra ellos a la infantería. Cuando estos atacaron a los sasánidas la victoria se logró con rapidez. El comandante musulmán, Numan ibn Muqarrin, fue derribado de su caballo y muerto pero las tropas árabes continuaron su avance y los persas comenzaron a huir.
En la oscuridad de la noche, muchos persas encontraron la muerte precipitándose por el barranco. El comandante sasánida Fayzuran encontró la muerte cuando huía hacía Hamadán.

## Consecuencias
La victoria árabe abrió la meseta iraní a la conquista musulmana. La ciudad de Nihavand claudico rápidamente y su ejemplo fue seguido por la mayoría de las ciudades iraníes que no ofrecieron resistencia por temor.